# Tayeb Salih
Al-Tayyib Salih (arabă: الطيّب صالح; n. 12 iulie 1929, Al Dabbah⁠(en)[traduceți], Sudan - d. 18 februarie 2009, Londra, Regatul Unit) a fost un scriitor sudanez. S-a născut într-o mică localitate din nordul Sudanului. A studiat la Universitatea din Khartum apoi la Universitatea din Londra. A publicat, timp de zece ani, în ziarul britanic de limba arabă, Al-Mağalla și a colaborat cu UNESCO, fiind numit ulterior reprezentant al acestei organizații în zona Golfului. A lucrat de asemenea la secția în limba arabă a postului BBC și a fost director al ministerului de informații din Doha, Qatar.

## Opera

### Sezonul migrației spre nord
Romanul Sezonul migrației spre nord (1969) este considerat una dintre cele mai importante scrieri ale literaturii arabe, fiind distins de către Academia Literară Arabă de la Damasc cu premiul pentru cel mai bun roman arab al secolului al XX-lea (premiul a fost decernat în 2001). Sezonul migrației spre nord abordează tema alienării culturale prin intermediul a două personaje în oglindă. Naratorul, întors în satul natal de pe malul Nilului după o lungă perioadă petrecută în Occident la studii, remarcă în sat un nou venit, Mustafa Said, care îi atrage atenția prin comportamentul său bizar. Acesta ajunge să i se destăinuie, încredințându-i secretul identității sale și al destinului său atât de asemănător cu al naratorului. Povestea vieții misteriosului nou venit în sat, cuprinde relatări ale vieții trăite de un arab african în Occidentul pe care îl disprețuiește din cauza colonizării de pe urma căreia întreaga Africă a avut de suferit. Lupta acestui om misterios și bizar o va duce în planul sentimental. Relațiile sale cu femeile din Anglia sfârșesc tragic, trei dintre ele se sinucid iar pe a patra o ucide chiar el. După condamnarea la închisoare, se retrage în satul de pe malul Nilului pentru a se rupe de trecut și se căsătorește cu o femeie din partea locului. Întors în capitală, naratorul află după vreme că Mustafa Said s-a sinucis aruncându-se în apele Nilului și i-a lăsat o scrisoare. Revenit în satul natal, descoperă în casa lui Mustafa, o cameră neștiută de către membrii familiei sale, mobilată după moda britanică, ce conținea o mulțime de cărți în engleză și jurnalul acestuia. Naratorul își dă astfel seama că Mustafa nu a reușit niciodată să se rupă de propriul trecut. Descoperind toate acestea, naratorul la rândul său încearcă să se sinucidă aruncându-se în Nil, dar ajuns în mijlocul fluviului se răzgândește și strigă după ajutor.
Întrebarea care rămâne la sfârșitul romanului este dacă avem de-a face în realitate cu două personaje sau Mustafa nu este altceva decât dublura naratorului. Romanul a fost interzis pentru o perioadă în patria natală a autorului, din cauza părții a doua a romanului care cuprinde descrieri cu tentă sexuală care contravin preceptelor islamice.

### Islamul Popular în opera lui AL-TAYYIB SALIH
Islamul popular este o caracteristică a vieții din Sudan. Învățăturile desprinse din sufism ca și cele din tradițiile religiei, extrase din diverse cărți religioase sau din bine cunoscute povești despre oameni sfinți, fantome și spirite, toate adunate și strânse laolaltă cu fenomenul de tradiție ce se perpetuează, își arată o influență pregnantă asupra vieții și societății din Sudan. Este practic pur și simplu instinct când vine de vorba de scrierile lui al-Tayyib Salih, care sunt până la urmă portrete și cadre desprinse din viața sudaneză. De aceea în cele 3 opere ale sale: Palmierul lui Wad Hamid, Nunta lui Zein și romanul Sezonul migrației spre nord se poate găsi imprimată trăsătura de islam popular.
Majoritatea scrierilor lui Salih se petrec în cadrul satului Wad Hamid, sat aflat pe malul Nilului în zona de nord a Sudanului. Puținele ocazii când se schimbă cadrul, cu excepția scenei descriptive a călătoriei prin deșert din Sezonul migrației spre nord, se schimbă din punctul de vedere al unei priviri retrospective. Practic cadrul este amintit de autor și este adus în discuția din memoria și din amintirile lui, dar nu este plasată propriu-zis acțiunea în el. Satul în sine este un sanctuar puternic, datorită personalităților care au trăit în acesta. Primul exemplu este însuși sfântul sau wali-ul Wad Hamid (cel căruia îi poartă numele) acesta fiind sclavul unui infidel. Pentru a-și putea practica religia, Hamid trebuia să se ascundă de stăpânul său pentru a nu fi descoperit și omorât. Își punea covorașul pe malul Nilului și se ghemuia pe acesta. Covorașul a aterizat la un moment dat într-o zonă care a ajuns mai târziu să delimiteze satul Wad Hamid. Pe lângă Hamid îl întâlnim și pe al-Hanin, din Nunta lui Zein, ale cărui rămășițe erau îngropate în centrul satului, asemenea unor "vase pe valurile oceanului". Copacul lui Hamid este în sine un simbol al misticismului ce descrie perfect legătura dintre societate și tradițiile populare islamice. Însuși trunchiul său puternic arată acea legătură de nepătruns și nefisurat. Este descris deseori ca un "vultur mitologic care își desfășoară aripile deasupra satului și a tuturor celor din sat". Sătenii au acest concept atât de implementat în subconștientul lor încât se refugiază la poalele acestui copac al vieții, atunci când sunt bolnavi sau își caută alinare, gândindu-se cu bucurie la Wad Hamid, cel care le-a eliberat satul și le-a arătat calea cea dreaptă. În Palmierul lui Wad Hamid, apare o descriere clară a vieții de la sat în contradicție cu 
cea de la oraș, pe scurt descrie lupta dintre modern și tradițional. Sătenii se opun cu vehemența ideii de a pierde palmierul care se zvonea că ar fi fost plantat de însuși Hamid, deci refuză sub orice circumstanță să își lepede credința populară și stilul de viață tradiționalist. Salih însă, sugerează că modernismul și tradiționalismul nu ar trebui să fie în contradicție și lansează un alt 3 punct de vederea în aceasta ecuație. El implementează ideea de fuziune a celor 2 extremități, sugerând faptul că ar exista loc destul în sat și pentru păstrarea palmierului dar și pentru plasarea elementelor tehnologice necesare (pompa de apă).
În nunta lui Zein, islamul popular sau tradițional este reprezentat de Hamid prin Zein, un om pios, care oferise satului prosperitate atât din punct de vedere material, cât și spiritual. Era zvonit de oamenii din sat că ar fi avut puterea de a apărea în 2 locuri simultan. În această operă, cele 2 extremități sunt reprezentate de religia indigenă păgână și de islamul creștin, amândouă fiind tolerate de islamul popular. Însă, cele 2 facțiuni nu se pot înfrății atât de ușor intre ele. Exemplul cel mai bun este între Hamid și stăpânul său, de care acesta se temea până în punctul în care viața sa ar putea fi în pericol datorită practicilor sale religioase diferite decât cele ale stăpânului.
Nu în ultimul rând, cercetăm pentru a descoperi două extremități și în Sezonul migrării spre nord, unde cele 2 entității puse în contradicție sunt reprezentate de către Mustafa Sa'id, un bărbat modernizat de occident care astfel s-a rupt de orice tradiție a societății din care a plecat. De partea cealaltă îl avem pe bunicul lui Salih, care prin descrierea care i-a fost atribuită reprezintă însuși esența tradițiilor satului. (este înalt și puternic de parcă rădăcinile îi sunt adânc înfipte în pământ). Este deci simbolul unei societăți stabile, care a rezistat în fața bolilor și a valurilor de schimbări inevitabile. În schimb aici întâlnim și piesa de mijloc, fuziunea dintre aceste 2 elemente și anume naratorul însuși care, este în strânsă legătură cu bunicul său (deci posedă latura tradiționala) dar a efectuat multiple studii în Sudan și în afară (deci posedă și latura modernă). Jocul interesant de observat este felul în care, o persoană care a mușcat în ambele părți ale acestui fruct, poate cădea ușor în ispita uneia dacă primește doza necesară de convingere.
Toate aceste opere, în definitiv, au rolul de a arăta această ciocnire puternică între tradiție și nevoie de modernizare. Cel mai pregnant este însă legătura puternică de care musulmanii se leagă atunci când este vorba de tradiționalism.

### Alte lucrări
Dintre celelalte romane ale sale foarte apreciate sunt și Nunta lui Zein, apărut în 1966 și Bandar Șah (1971-1978). Nunta lui Zein a fost ecranizat în 1976 de către regizorul kuweitian Khalid Alsiddig și a fost pusă în scenă la Cairo și Khartum la sfârșitul anilor '80.

## Traduceri în limba română
- At-Tayyib Salih - Palmierul de lângă râu. Palmierul lui Uad Hamid, traducere de Mioara Dobrișan, CMIN, p. 313-340.
- At-Tayyib Salih - Palmierul lui Wad Hamid traducere de Nicolae Dobrișan, Antologia nuvelei arabe, vol. 2, p. 256-275.
- At-Tayyib Salih - Sezonul migrației spre nord, traducere de Maria Dobrișan, București, Ed. Univers, 1983, 179 p.
- At-Tayyib Salih - Un pumn de curmale, traducere de Laura Petrescu, "Tribuna", 30(1986), nr.9, p. 8.